# 冷泉為則

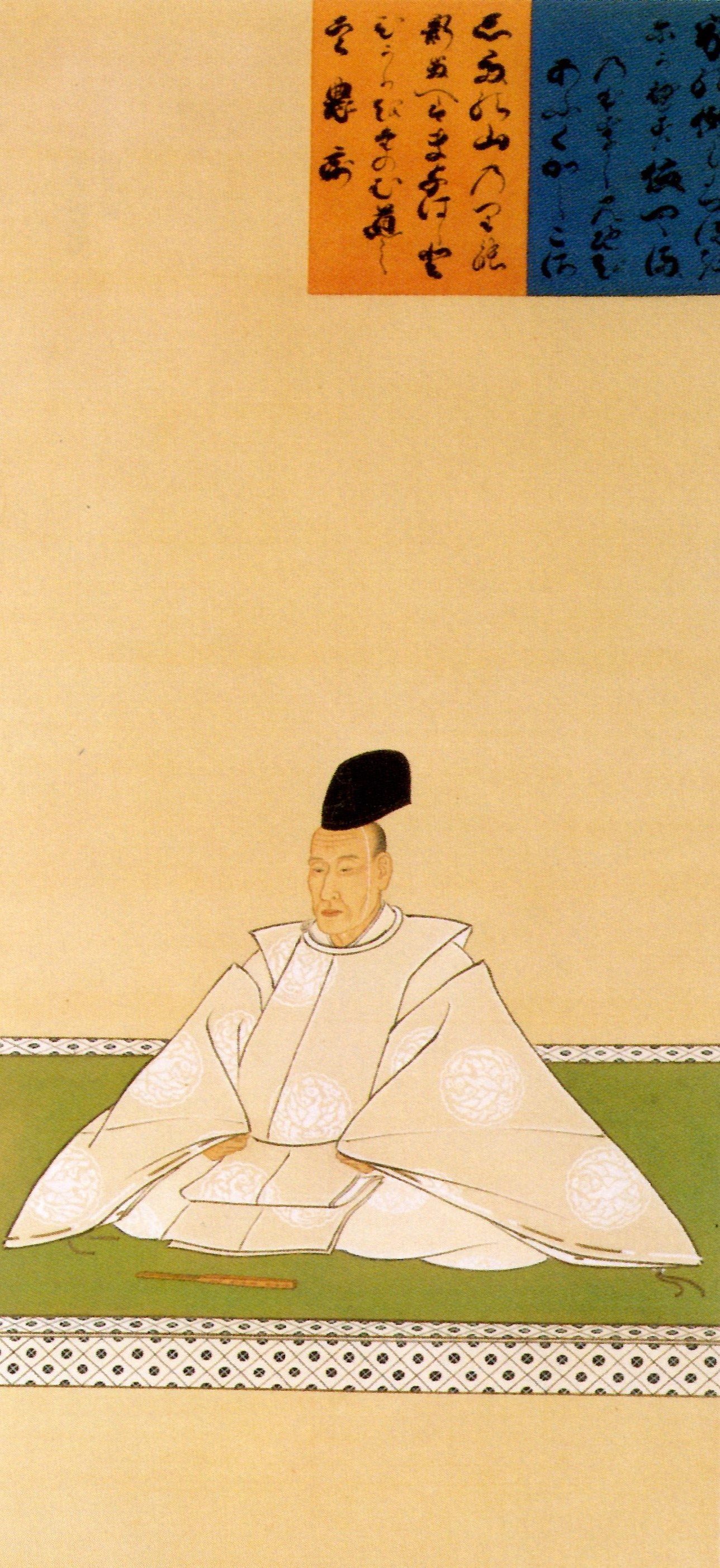
冷泉為則

冷泉為則（れいぜい ためのり、安永6年（1777年）10月27日 - 嘉永元年（1848年）7月23日）は、江戸時代後期の公卿。歌人としても活躍し、門人の宝静によって『冷泉為則卿集』が編纂された。

## 官歴
- 安永8年（1779年）：従五位下
- 天明3年（1783年）：従五位上
- 天明5年（1785年）：侍従
- 天明6年（1786年）：正五位下
- 天明9年（1789年）：従四位下
- 寛政4年（1792年）：従四位上、左権少将
- 寛政7年（1795年）：正四位下
- 寛政8年（1796年）：右権中将
- 寛政10年（1798年）：従三位
- 寛政12年（1800年）：左兵衛督
- 享和2年（1802年）：正三位
- 文化2年（1805年）：左衛門督、踏歌外弁
- 文化7年（1810年）：参議
- 文化10年（1813年）：従二位、権中納言、東照宮奉幣使
- 文化12年（1815年）：民部卿
- 文化14年（1817年）：正二位
- 文政3年（1820年）：権大納言

## 系譜
- 父：冷泉為章
- 母：吉田良延の娘
- 子：冷泉為全
- 子：冷泉為成